# National Wheelchair Basketball Association
La National Wheelchair Basketball Association (NWBA) se compose de 181 équipes de basket-ball en fauteuil roulant réparties en 22 conférences. Créée en 1949 par Tim Nugent, la NWBA regroupe des équipes masculines, féminines, universitaires et de jeunes aux États-Unis et au Canada.